# Tau John Tokwepota
Tau John Tokwepota (ur. 25 czerwca 1956) – papuański lekkoatleta, długodystansowiec.
Czterokrotny brązowy medalista igrzysk Południowego Pacyfiku – w 1979 w biegu na 5000 metrów i w maratonie, a w 1983 w biegu na 5000 metrów oraz na 3000 metrów z przeszkodami.
Sześciokrotnie stawał na podium miniigrzysk Południowego Pacyfiku: w 1981 zdobył srebrne medale na 10 000 metrów, w maratonie i na 3000 metrów z przeszkodami, w 1985 triumfował na 5000 i 10 000 metrów oraz zdobył srebro w biegu maratońskim.
Na igrzyskach Wspólnoty Narodów (1982) nie ukończył biegów na 10 000 metrów oraz maratonu.
Podczas igrzysk olimpijskich w Montrealu (1976) odpadł w eliminacjach na 10 000 metrów oraz zajął 56. miejsce w maratonie.
Podczas igrzysk olimpijskich w Los Angeles (1984) odpadł w eliminacjach na 10 000 i 5000 metrów oraz zajął 66. miejsce w maratonie.

## Rekordy życiowe
- Bieg na 5000 metrów – 15:22,2 (1983)[1][5]
- Bieg na 10 000 metrów – 31:21,4 (1976)[1][5] rekord Papui-Nowej Gwinei[6]
- Bieg maratoński – 2:28:13 (1980)[1][7] rekord Papui-Nowej Gwinei[8][9]